# Alexeter rapidator
Alexeter rapidator là một loài tò vò trong họ Ichneumonidae.